# Aeroklub Zagreb
Aeroklub Zagreb je neprofitna udruga građana udruženih s ciljem promicanja zrakoplovne kulture, športa i rekreacije. Osnovan je 1924. godine. Rad kluba odvija se kroz djelatnosti sekcija pilota jedrilica i motornih aviona, padobranske sekcije, sekcije letača zmajeva, samogradnje i zrakoplovnog podmlatka. Unutar kluba također djeluje "Klub zrakoplovnih veterana".

## Povijest kluba
Aeroklub Zagreb nositelj je tradicije zrakoplovnih aktivnosti u Zagrebu i to nepunih 100 godina. 1910. godine Zagreb je među prvima u svijetu imao uređeni aerodrom s hangarom, svog konstruktora Slavoljuba Penkalu i svoj avion, te pilota Dragutina Novaka. Već 1912. na velikom aeromitingu u Budimpešti pobjeđuje naš Zagrepčanin Dragutin Novak, ispred tadašnjih europskih asova. 
Nakon Prvog svjetskog rata aerodrom je preseljen na Borongaj gdje se razvila bogata aktivnost. Aeroklub Zagreb, koji je i službeno upisan u knjigu registra organizacija, razvijao je šport i školovanje novih pilota. Borongaj je bio i prvi putnički aerodrom grada Zagreba s kojega je 1928. godine poletio prvi putnički zrakoplov.
Veliko zanimanje za zrakoplovstvo u Zagrebu nije opadalo, a športaši aerokluba natjecali su se širom Europe i osvajali svjetska i europska prvenstva. Zrakoplovne priredbe bile su jako popularne pa je 1934. godine na Borongaju organiziran Aeromiting, uz sudjelovanje tadašnjih najvećih Europskih zrakoplovnih asova. Na aeromitingu je bilo prisutno 30.000 gledatelja, što je za ono vrijeme izvanredno velik broj. 

### Klupski uspjesi
Odmah iza Drugog svjetskog rata u Aeroklubu Zagreb nastavljene su aktivnosti. Školovanje novih pilota i športske aktivnosti u prvom su planu. Zaredali su športski uspjesi i to u svim granama: motornom letenju, jedriličarstvu, padobranstvu i modelarstvu. Modelari su vrlo jaki, a već 1950. godine Stjepan Bernfest postao je svjetski prvak. Bila je to vrlo jaka grupa modelara kluba, a isticali su se još Emil Fresl, Emil Mikulčić i Vilim Kmoch, koji su osvojili velik broj prvenstava bivše države i puno europskih titula. 1954. godine Zvonimir Rain postao je svjetski prvak u jedrilici dvosjedu, kopilot je bio Božidar Komac. 1957. Aeroklub Zagreb dobiva još jednog svjetskog prvaka: Slobodana Babić u modelarstvu.
U to vrijeme padobranci aerokluba Branko Dobrinić, Marijan Marić, Vladimir Gajan, Franjo Stipković i Ahil Bandžov postavljaju 6 svjetskih rekorda, koje su držali dugi niz godina.
1959. godine jedriličar Marijan Malčević jedrilicom iznad Ličke Plješivice postavlja visinski rekord bivše države u letu jedrilicom od 9.400 metara apsolutne visine koji je do danas neoboren.
Piloti aviona nastavili su tradiciju natjecanja i osvajanja trofeja. Skupina natjecatelja u kojoj su se isticali Zlatan Krovinović, Zlatko Kurjaković, Ivan Matuka, Đorđe Bećarević nastupala je diljem bivše države i po Europi i donosila puno priznanja. 

### Školovanje pilota
Bilo je to vrijeme velikog entuzijazma i školovanja velikog broja pilota u Aeroklubu Zagreb. Sustav je bio malo drugačiji nego danas. U Aeroklubu su učenici stjecali športsku dozvolu, a zatim su letjeli dok ne bi ostvarili nalet od 200 sati, prijavljivali bi se za polaganje profesionalne dozvole i polagali ju pred državnom komisijom. Tako je poslije Drugog svjetskog rata u Aeroklubu Zagreb odškolovano preko 200 profesionalnih pilota, koji su kasnije letjeli u prometu, vojsci ili poljoprivredi. Novi piloti regrutirali su uglavnom preko jedriličarstva, pa kad bi mladić postao dobar jedriličar, klub ili vojska školovali su ga za pilota aviona. To je ono vrijeme bio gotovo redovit put za školovanje do dozvole pilota aviona. 

## Flota
| Slika          | Tip                     | Namjena                                          |
| -------------- | ----------------------- | ------------------------------------------------ |
| Motorni avioni |                         |                                                  |
|                | Cessna C-150L           |                                                  |
|                | Piper PA-28 Warrior     |                                                  |
|                | Piper PA-18 Super Cub   | avion za vuču jedrilica                          |
| Jedrilice      |                         |                                                  |
|                | LET L-13 Blanik         | 2 školsko-trenažne jedrilice                     |
|                | Lak-12                  | visokosposobna jedrilica za prelete i natjecanja |
|                | Pilatus B-4             | prijelazno-trenažna jedrilica                    |
|                | Grob G103 TwinAstir     | prijelazno-trenažna jedrilica                    |
|                | Pirat SZD-30            | prijelazno-trenažna jedrilica                    |
|                | Jantar Standard SZD-41A | visokosposobna jedrilica za prelete i natjecanja |
|                | Meteor 57               | unikatna jedrilica                               |